# Eois alticola
Eois alticola là một loài bướm đêm trong họ Geometridae.